# Scheloribates zealandicus
Scheloribates zealandicus är en kvalsterart som beskrevs av Hammer 1967. Scheloribates zealandicus ingår i släktet Scheloribates och familjen Scheloribatidae. Inga underarter finns listade i Catalogue of Life.